# Aleyrodes japonica
Aleyrodes japonica là một loài côn trùng cánh nửa trong họ Aleyrodidae, phân họ Aleyrodinae.
Aleyrodes japonica được Takahashi miêu tả khoa học đầu tiên năm 1963.